# ハムザ・チョードゥリー
- ハムザ・チョードゥリー
- －　・チョードリー
- －　・チョーダリー
- －　・チャウドゥリー
- －　・チャウドリー
- －　・チャウダリー

ハムザ・デワン・チョードゥリー（Hamza Dewan Choudhury ベンガル語  হামজা দেওয়ান চৌধুরী  ,  1997年10月1日 - ）は、イングランド・レスターシャー州ラフバラー出身のプロサッカー選手。バングラデシュ代表。レスター・シティ所属。ポジションはMF。

## 経歴
グレナダ出身の父とバングラデシュ出身の母との間にラフバラーで生まれる。
2005年、7歳のときにレスター・シティのアカデミーチームに入団。
2014年頃には国内外のトップクラブから注目を集めるようになる。
2016年2月27日、リーグ1所属のバートンへ1ヶ月の期限付き移籍が発表され、同日ウォルソール戦にてプロデビュー。
3月24日、ローン期間をシーズン終了まで延長した
シーズン終了後の2016年8月6日、再びバートンとシーズン終了までの期限付き移籍が発表された。
2017年1月にレスターに復帰し、以降同シーズンはU-23チームでプレーした。
2017年9月19日、EFLカップのリヴァプール戦にてレスターでのトップチームデビューを果たす。
11月28日のトッテナム・ホットスパー戦、岡崎慎司との交代でプレミアリーグに初出場。
2018年4月14日のバーンリー戦にて初先発を飾った。
このシーズン、クラブの23歳以下の選手に贈られる最優秀選手賞を受賞した。
2018年11月23日、新たに3年半の契約を結び、契約期間を2022年までに延長した。
2019年8月30日、新たに2023年までの4年契約を締結。
2020年1月1日、ニューカッスル戦にて初ゴールを記録した。
2022年8月10日、チャンピオンシップ所属のワトフォードFCに買い取りオプション付きのレンタルで加入した。
8月13日のバーンリーFC戦にてクラブデビューを果たした。
2023年9月23日、2027年までの4年契約にサインした。
2025年1月27日、チャンピオンシップのシェフィールド・ユナイテッドFCへ期限付き移籍。

## 代表経歴
2018年、イングランドU-21としてトゥーロン国際大会に出場し、優勝を果たした。
2024年8月23日、バングラデシュのパスポートを取得し、9月にはFAからバングラデシュ代表として出場することが承認された。12月19日、FIFAからの承認を受けて正式に代表を変更した。
2025年3月25日、AFCアジアカップ3次予選、インド戦にてバングラデシュ代表デビュー。

## 人物
トレードマークのアフロヘアーのきっかけは散髪嫌いによるもの。
グレナダとバングラデシュにルーツを持ち、2019年8月にはアジア系イギリス人として初の代表入りが期待されるも招集にはいたらなかった。
アジア系イギリス人として初めてFAカップ優勝経験者となった。

## 個人成績
2025年4月10日現在
| 所属クラブ                          | シーズン | リーグ             | リーグ | リーグ | FAカップ | FAカップ | EFLカップ | EFLカップ | UEL  | UEL  | UECL | UECL | その他 | その他 | 合計 | 合計 |
| 所属クラブ                          | シーズン | ディビジョン       | 出場   | 得点   | 出場     | 得点     | 出場      | 得点      | 出場 | 得点 | 出場 | 得点 | 出場   | 得点   | 出場 | 得点 |
| ----------------------------------- | -------- | ------------------ | ------ | ------ | -------- | -------- | --------- | --------- | ---- | ---- | ---- | ---- | ------ | ------ | ---- | ---- |
| バートン・アルビオン (loan)         | 2015–16  | リーグ1            | 13     | 0      | 0        | 0        | 0         | 0         | —    | —    | —    | —    | —      | —      | 13   | 0    |
| バートン・アルビオン (loan)         | 2016–17  | チャンピオンシップ | 13     | 0      | 0        | 0        | 2         | 0         | —    | —    | —    | —    | —      | —      | 15   | 0    |
| バートン・アルビオン (loan)         | 合計     | 合計               | 26     | 0      | 0        | 0        | 2         | 0         | —    | —    | —    | —    | —      | —      | 28   | 0    |
| レスター・シティ                    | 2017–18  | プレミアリーグ     | 8      | 0      | 0        | 0        | 1         | 0         | —    | —    | —    | —    | —      | —      | 9    | 0    |
| レスター・シティ                    | 2018–19  | プレミアリーグ     | 9      | 0      | 1        | 0        | 2         | 0         | —    | —    | —    | —    | —      | —      | 12   | 0    |
| レスター・シティ                    | 2019–20  | プレミアリーグ     | 20     | 1      | 4        | 0        | 5         | 0         | —    | —    | —    | —    | —      | —      | 29   | 1    |
| レスター・シティ                    | 2020–21  | プレミアリーグ     | 10     | 0      | 3        | 0        | 1         | 0         | 8    | 1    | —    | —    | —      | —      | 22   | 1    |
| レスター・シティ                    | 2021–22  | プレミアリーグ     | 6      | 0      | 1        | 0        | 1         | 0         | 1    | 0    | 3    | 0    | —      | —      | 12   | 0    |
| レスター・シティ                    | 2023–24  | チャンピオンシップ | 34     | 0      | 4        | 0        | 3         | 0         | —    | —    | —    | —    | —      | —      | 41   | 0    |
| レスター・シティ                    | 2024–25  | プレミアリーグ     | 4      | 0      | 0        | 0        | 2         | 0         | —    | —    | —    | —    | —      | —      | 6    | 0    |
| レスター・シティ                    | 合計     | 合計               | 91     | 1      | 13       | 0        | 15        | 0         | 9    | 1    | 3    | 0    | 0      | 0      | 131  | 2    |
| ワトフォード (loan)                 | 2022–23  | チャンピオンシップ | 36     | 0      | 0        | 0        | 1         | 0         | —    | —    | —    | —    | —      | —      | 37   | 0    |
| シェフィールド・ユナイテッド (loan) | 2024–25  | チャンピオンシップ | 12     | 0      | 0        | 0        | 0         | 0         | —    | —    | —    | —    | —      | —      | 12   | 0    |
| 通算                                | 通算     | 通算               | 165    | 1      | 13       | 0        | 18        | 0         | 9    | 1    | 3    | 0    | 0      | 0      | 208  | 2    |

| 所属クラブ          | シーズン | リーグ          | リーグ | リーグ | その他 | その他 | 合計 | 合計 |
| 所属クラブ          | シーズン | リーグ          | 試合   | 得点   | 試合   | 得点   | 試合 | 得点 |
| ------------------- | -------- | --------------- | ------ | ------ | ------ | ------ | ---- | ---- |
| レスター・シティU23 | 2014–15  | プレミアリーグ2 | 4      | 0      | 0      | 0      | 4    | 0    |
| レスター・シティU23 | 2015–16  | プレミアリーグ2 | 11     | 0      | 0      | 0      | 11   | 0    |
| レスター・シティU23 | 2016–17  | プレミアリーグ2 | 6      | 1      | 1      | 0      | 7    | 0    |
| レスター・シティU23 | 2017–18  | プレミアリーグ2 | 20     | 0      | 6      | 0      | 26   | 0    |
| レスター・シティU23 | 2018–19  | プレミアリーグ2 | 7      | 0      | 1      | 0      | 8    | 0    |
| 合計                | 合計     | 合計            | 44     | 1      | 8      | 0      | 52   | 0    |

1. 1 2 3  EFLトロフィーへの出場

### 代表
2025年4月10日現在
| 代表国         | 年   | 出場 | 得点 |
| -------------- | ---- | ---- | ---- |
| バングラデシュ | 2025 | 1    | 0    |
| 通算           | 通算 | 1    | 0    |

## 獲得タイトル
レスター・シティ
- FAカップ：2020-21
- FAコミュニティ・シールド：2021

イングランドU-21
- トゥーロン国際大会：2018

個人
- デベロップメントチーム最優秀選手賞：2017-18